# Turocsaki járás
A Turocsaki járás (oroszul Турочакский район, délajtáj nyelven Турачак аймак) Oroszország egyik járása az Altaj köztársaságban. Székhelye Turocsak.

A Turocsaki járás az Altaj Köztársaságban

## Népesség
- 2002-ben 13 168 lakosa volt, akik közül 9654 orosz, 2391 altaj (946 tubalárral, 676 cselkánnal és 5 telengittel együtt), 322 kumundi, 174 ukrán, 153 német stb.
- 2010-ben 12 484 lakosa volt, akik közül 9100 orosz, 2414 altaj (970 tubalárral, 855 cselkánnal és 11 telengittel együtt), 413 kumundi, 122 ukrán, 91 német, 45 tatár, 38 sór, 20 fehérorosz.